# Lord Protector
Lord Protector (meervoud: Lords Protector) is een titel die in de Britse constitutionele wet wordt gebruikt voor het staatshoofd. Het is ook een bijzondere titel voor de Britse staatshoofden met betrekking tot de gevestigde kerk. Het wordt soms gebruikt om te verwijzen naar houders van andere tijdelijke posten; bijvoorbeeld een regent die optreedt voor de afwezige vorst.
De bekendste lord protector is Oliver Cromwell, opperbevelhebber van het Engelse leger. Hij werd lord protector van Engeland in 1653. Na zijn dood volgde zijn zoon Richard Cromwell hem op in 1659. Zij waren de enige niet-koninklijke staatshoofden van Engeland.
In Nederland werd de titel destijds in 1871 door de pers geprojecteerd op Johan Rudolf Thorbecke, toen deze als leider van zijn derde kabinet weigerde om de Tweede Kamer een gebruikelijke regeringsverklaring en -programma aan te bieden. Met de focus op de internationale toestand, met name de Frans-Pruisische Oorlog achtte hij het vanzelfsprekend om als een Lord Protector garant te kunnen staan voor rust en orde in onzekere tijden.